# Tecshi állomás
Tecshi (Daechi) állomás a szöuli metró 3-as vonalának állomása Szöul Kangnam-ku (Gangnam-gu) kerületében. Nevét a korábban itt található Hanthi (한티, Hanti) faluról kapta, a handzsa (hanja) írásjegyek kínai olvasata alapján.

## Viszonylatok
| 3-as vonal                        | 3-as vonal | 3-as vonal                               |
| --------------------------------- | ---------- | ---------------------------------------- |
| Togok (Dogok) Tehva (Daehwa) felé | fő vonal   | Hangnjoul (Hangnyeoul) Ogum (Ogeum) felé |